# Silber-Krimi
Silber-Krimi war eine Kriminalromanheftreihe, die von 1952 bis 1977 in der Bundesrepublik Deutschland im Zauberkreis Verlag erschien.

## Geschichte

### Band 1–599
Die Reihe erschien ab 1952 zunächst als Silber Roman, unter dem Subtitel Kriminalroman. Startete die Reihe noch monatlich, wurde mit Band 6 auf 14-tägliche und mit Band 27 auf wöchentliche Erscheinungsweise umgestellt. Bis Band 93 wechselte sich der Silber Roman (Kriminal-Reihe) nun mit dem Silber Roman (Wildwest-Reihe) ab, wobei der Titel der Krimis ab Band 72 auf Silber-Kriminalroman wechselte. Mit Band 94 wurden die Krimis in eine eigene Reihe, Der Kriminal-Roman ausgegliedert, die mit Band 101 den Titel Silber-Kriminal-Roman erhielt.
Parallel dazu lief ab 1954 Der Tatsachenroman, welcher mit Band 38 endete und unter dem Subseriennamen 'nach Tatsachen' in den Silber Kriminal Roman (ab Band 134) integriert wurde. Es erschienen noch acht Hefte, wahrscheinlich als Resteverwertung bereits geschriebener oder beauftragter Romane. So ließ sich auch die Umstellung auf wöchentliche Erscheinungsweise leichter bewältigen. Die Umstellung lief nicht ganz reibungslos. So wird in Band 133 „Ray Warrens gefährliches Spiel“ von H. Wente, der erst als Band 147 erschien, für den nächsten Band vorangekündigt. Von Heft 453 bis 470 wechselte der Reihentitel auf Silber-Krimi und danach auf Silber Kriminal. In diese Zeit fällt auch die Übernahme der Serie Butler Parker aus dem Bastei Kriminal-Roman, die im Wesentlichen nachgedruckt wurde und bei Zauberkreis ihren Durchbruch in eigener Serie schaffte.
Es gab im Laufe der Jahrzehnte etliche Subserien von sehr unterschiedlicher Länge, die teils auf dem Cover kenntlich gemacht wurden. Eine eigenständige Serie wurde davon jedoch neben Silber Grusel-Krimi/Larry Brent und Butler Parker nur noch Jeff Conter. Die ersten beiden waren ein enormer Erfolg und liefen etliche Jahre eigenständig. Jeff Conter lief zunächst 12 Ausgaben lang als Subserie, um dann unter dem Titel FBI Agent Jeff Conter (ab Ausgabe 111 Jeff Conter Spezial-Agent des F.B.I.) ausgekoppelt zu werden. Nach etwa fünf Jahren war bei Band 238 jedoch Schluss. Die Auflage war so weit gesunken, dass eine eigenständige Reihe nicht mehr wirtschaftlich war. Nach der Reintegration erschienen zwischen Band 594 und 685 noch 15 weitere Romane, bevor endgültig Schluss war. Jeff Conter war dabei der erste Versuch mit eigenen Subserien. Zuvor waren es nur Leihbuchnachdrucke oder Resteverwertungen.

### Band 600–1000
Die Reintegration Jeff Conters war der Beginn der zweiten Epoche des Silber-Krimi, welche durch Subserien verschiedener Helden geprägt war. Wichtige Subserien waren John Bennet, Garry McGun, Das Phantom von London, Larry Brent, Sweety Bun, John Cain und Die Greifer. So waren nur ein Fünftel der Romane zwischen Band 600 und 1000 Einzelromane. Mit Band 738 wurde die Reihe in Silber Krimi zurückbenannt, was die letzte Umbenennung war. Dennoch sank die Auflage weiterhin. So kam es auf der Buchmesse 1967 u. a. zu einem Gespräch zwischen Jürgen Grasmück und dem Geschäftsführer des Zauberkreis-Verlages. Letzterer wollte etwas Neues, etwas mit unheimlichen und gruseligem Touch, womit er auf reges Interesse stieß. Das Ergebnis war der mit Band 747 startende Silber Grusel-Krimi rund um den Haupthelden Larry Brent, was einer der größten Erfolge des Verlages werden und den Grundstein für ein ganzes Genre im Heftroman legen sollte. Der Silber Grusel-Krimi wurde nach Band 974 und Butler Parker nach Band 972 ausgegliedert. Wenige Subserien wie Das Phantom von London liefen, als Nachklang dieser Epoche, noch einige Bande über Band 1000 hinaus. Gleichzeitig starteten Spionageromane, die die letzte Epoche prägten.

### Band 1001–1094
Der Dritte Abschnitt beginnt mit Band 1001. Der Reihenname rückte zugunsten des Spionage-Schriftzuges in den Hintergrund. Nur wenige Romane wie die ersten Nebelgeister, durchbrachen das Schema. Interessanterweise wurde auch der bereits seit Band 854 sporadisch erscheinende John Cain noch als Subserie deutlich gekennzeichnet (John Cain statt Spionage im Titel), endete jedoch bereits nach dem zweiten gekennzeichneten Roman nach insgesamt 25 Ausgaben. Wichtige Subserien dieser Zeit waren Alex Bärlund, Joe Bronx,  Der Tiger - Bruce McLean und Nick Parker. Auch Sandra King startete hier, bevor die Romane im Zauberkreis Krimi Taschenbuch fortgeführt wurden und später in eine recht kurzlebige eigene Heftromanserie wechselten.
So lief der Silber Krimi noch bis Band 1094, bis die Reihe 1977 nach 25 Jahren endete. Der Silber Roman lief noch mehrere Jahrzehnte weiter und wurde die am längsten laufenden Heftromanserie.